# Skulpturenzentrum in Polen

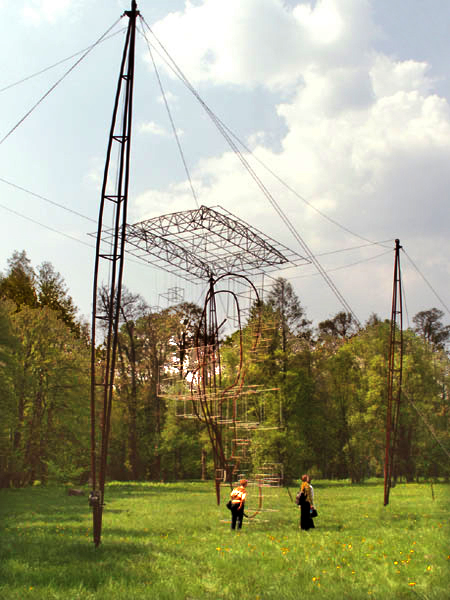
Der Skulpturenpark mit dem Werk Big Ear von Adam Kalinowski

Das Skulpturenzentrum in Polen (polnisch: Centrum Rzeźby Polskiej w Orońsku) ist ein Museum und Skulpturenpark vor allem von polnischen Bildhauern in Orońsko in Masowien.

## Geschichte
Das Bildhauerzentrum wurde in den früheren Atelierräumen des Malers Józef Brandt (1841–1915) 1965 gegründet und 1992 von der Jozef-Brandt-Stiftung übernommen und fortgeführt.
Das Zentrum besteht aus
- einem Museum für die Bildhauerei mit mehr als 600 Kunstwerken, unter anderem mit dem Werk Ugun (aus der Serie War Games) aus 1995 von der Bildhauerin Magdalena Abakanowicz,
- Atelierräumen für zehn Bildhauer in einem ehemaligen Stallgebäude,
- einem Skulpturenpark mit 73 Skulpturen und Installationen von polnischen und internationalen Künstlern.

## Werke (Auswahl)
- Józef Szajna: Ladder to heaven
- Anna Dębska: Fallow deer (1970)
- Jan de Weryha-Wysoczański: Wooden Panel (2003)
- Zbigniew Maleszewski: Anti-matter (1981)
- Zbigniew Frączkiewicz: Head (1984)
- Adolf Ryszka: Sarkophag (1986)
- Andrzej Bednarczyk: The Field where Angels whisper (1988)
- Aleksandra Dománska-Bortowska: Trace ... always my son (1988)
- Antoni Porczak: Three matches (1992)
- Adam Kalinowski: Big Ear (2005)

## Fotogalerie

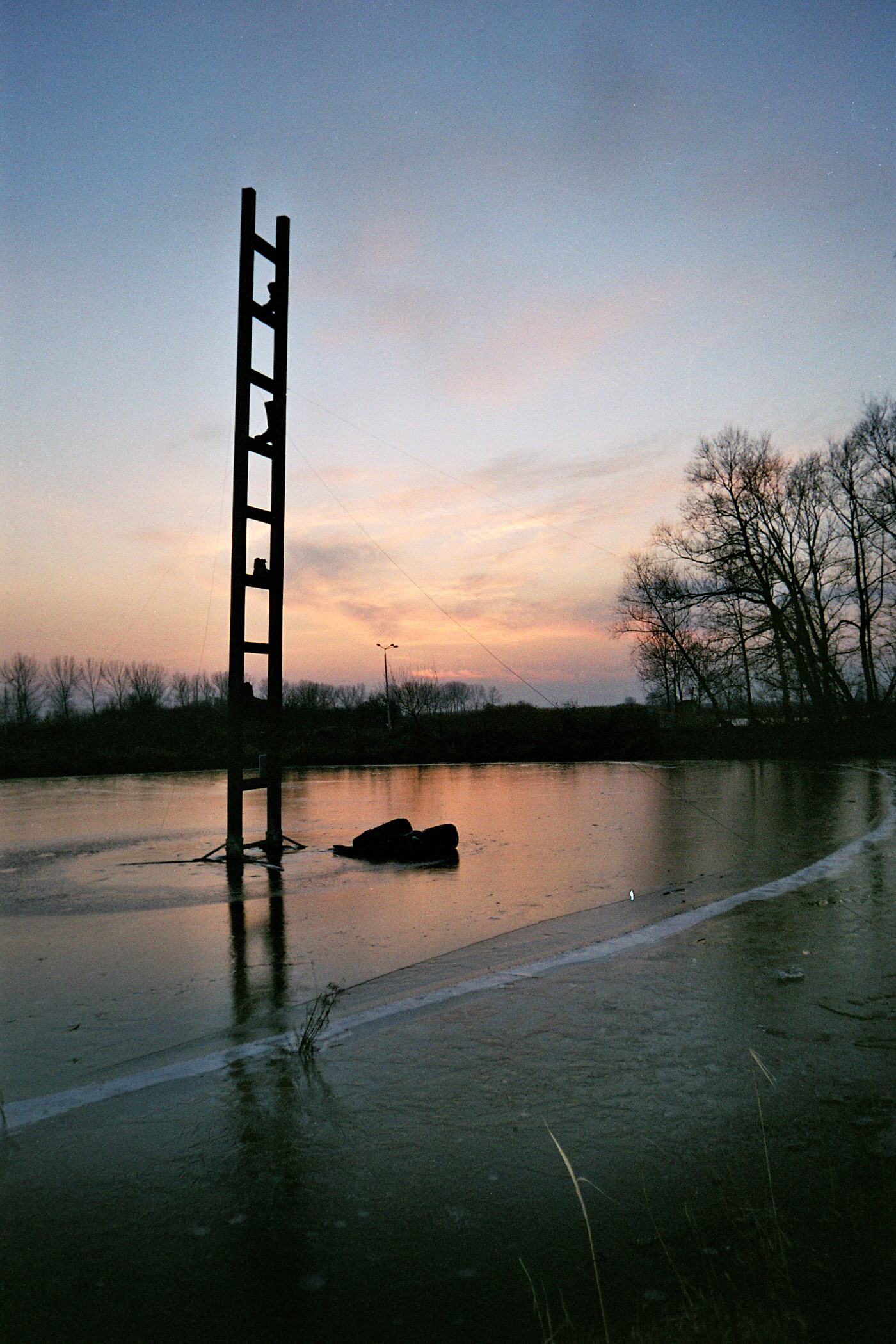
Ladder to heaven
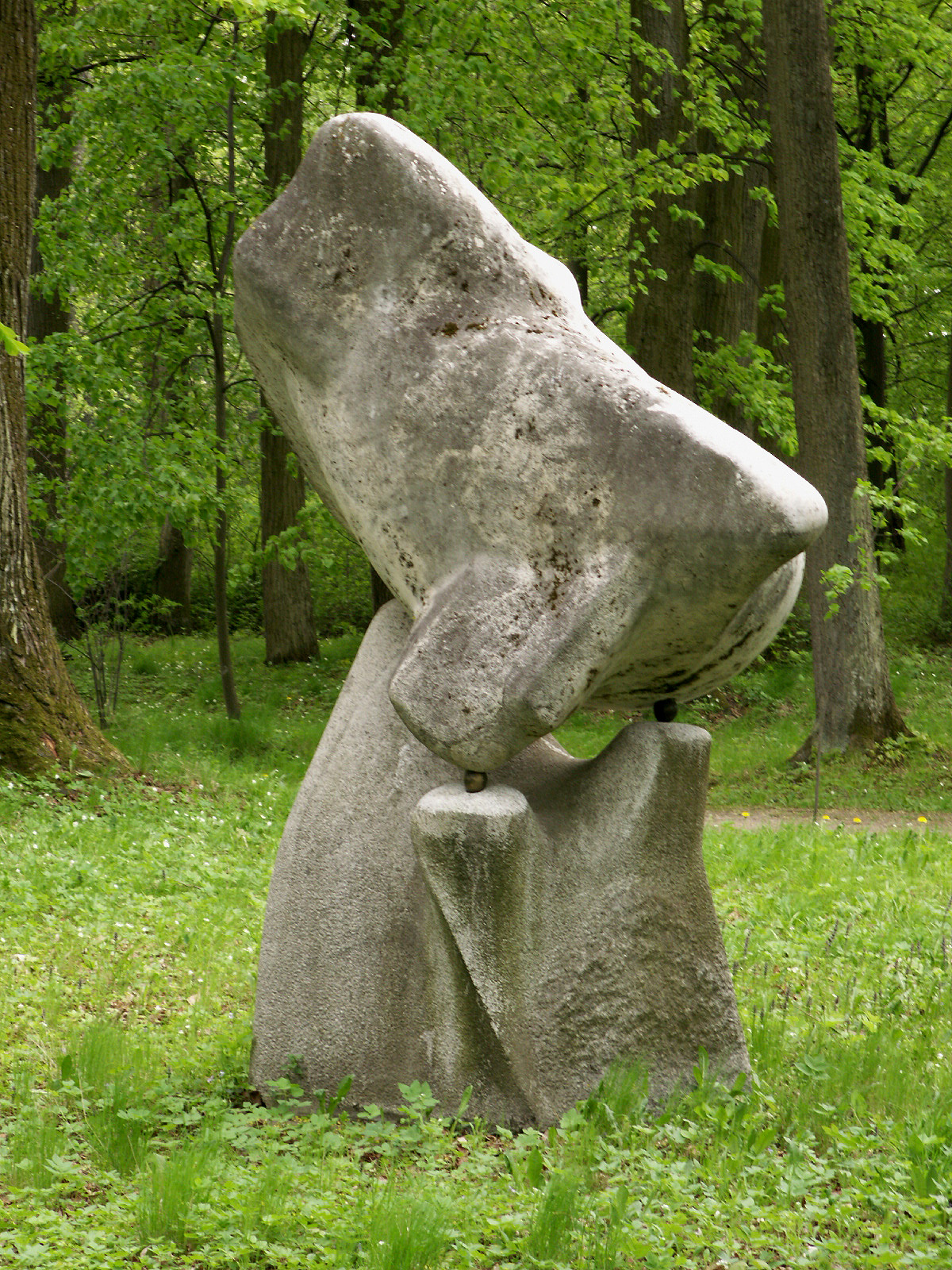
Anti-matter
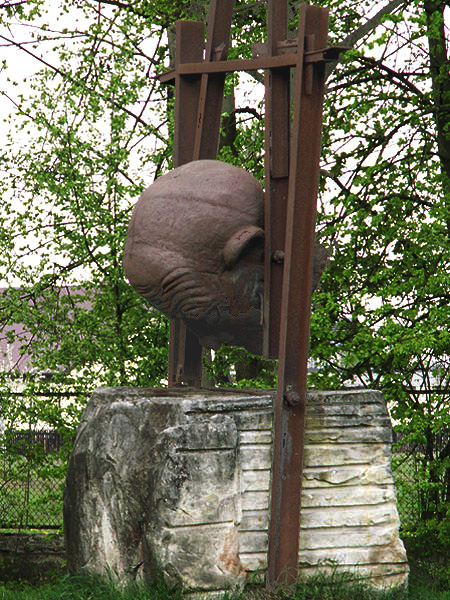
Head
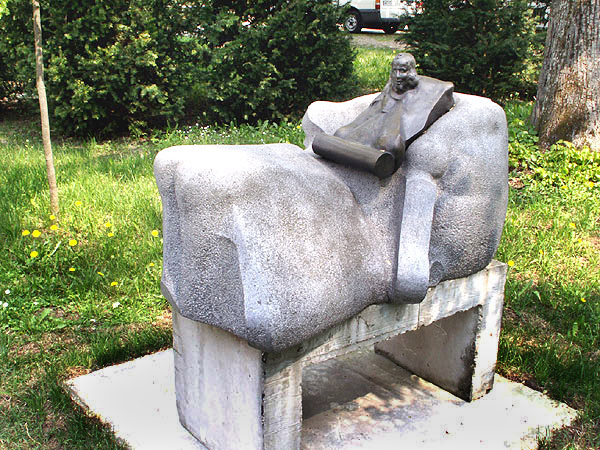
Sarkophag